# Линёвский
Линёвский — посёлок в Смоленском районе Алтайского края. Административный центр Линёвского сельсовета.
Посёлок расположен в 10 км к северо-западу от села Смоленское и в 20-25 км к юго-западу от Бийска.

## История
Поселок возник в 1932 г. как центральная усадьба свинсовхоза «Линёвский» (Левенский).

## Население
| 1997  | 1998  | 1999  | 2000  | 2001  | 2002  |
| ----- | ----- | ----- | ----- | ----- | ----- |
| 1358  | ↘1335 | ↗1345 | ↗1384 | ↘1350 | ↘1277 |
| 2003  | 2004  | 2005  | 2006  | 2007  | 2008  |
| ↘1245 | ↗1291 | ↗1309 | ↘1271 | ↗1273 | ↗1286 |
| 2009  | 2010  | 2011  | 2012  | 2013  |       |
| ↗1291 | ↘1164 | ↘1157 | ↘1122 | ↗1126 |       |

Национальный состав
Согласно результатам переписи 2002 года, в национальной структуре населения русские составляли 92 %.